# Мак атлантический
Мак атлантический (лат. Papaver atlanticum) — травянистое растение из рода Мак (Papaver) семейства Маковые (Papaveraceae).
Родина — Южная Франция, Италия.

## Ботаническое описание
Травянистое растение, покрытое длинными, жесткими волосками белого цвета.
Листья голубовато-серого цвета, образуют розетку.
Цветки до 5 см в диаметре; от темно-оранжевого до красного цвета.

## Значение и применение
Мак атлантический выращивается как декоративное растение.